# Cupa României la handbal feminin 2020-2021
Cupa României la handbal feminin 2020-2021 a fost a 36-a ediție a competiției de handbal feminin românesc organizată de Federația Română de Handbal (FRH) cu începere din 1978. Datele celor patru etape ale ediției 2020-2021 au fost inițial precizate în regulamentul de desfășurare a Cupei României, publicat pe 25 februarie 2020, pe pagina oficială a FRH. Competiția a trebuit însă amânată până în luna august 2021 din cauza pandemiei de COVID-19, care a dus la reprogramarea tuturor etapelor și prelungirea calendarului Ligii Naționale 2020-2021.
Întrecerea a fost sponsorizată de Fan Courier și a purtat numele de Cupa României Fan Courier feminin. Ediția din 2021 a Cupei României a fost câștigată de SCM Gloria Buzău, care a învins-o în finală pe CSM București, cu scorul de 35–29. În urma acestei victorii, SCM Gloria Buzău a câștigat automat și Supercupa României, competiție care nu s-a mai desfășurat. Au fost primele două astfel de trofee câștigate de clubul buzoian în istoria sa.

## Echipe participante
Conform regulamentului, la ediția 2020-2021 a Cupei României ar fi putut participa „toate echipele din Liga Națională și echipele din Divizia A, excepție făcând echipele de Divizia A – echipe de junioare, echipele C.N.E. sau C.N.O.P.J., sau a doua echipă a unui club din Liga Națională”. Deoarece „U” Cluj a fost singura dintre echipele retrogradate care a acceptat invitația FRH de a participa la competiție, aceasta s-a desfășurat cu doar 15 echipe.

## Tragerile la sorți și datele manșelor
| Rundă                     | Data tragerii la sorți | Data partidelor   |
| ------------------------- | ---------------------- | ----------------- |
| Turul preliminar          | –                      | Rundă anulată     |
| Șaisprezecimile de finală | –                      | Rundă anulată     |
| Optimile de finală        | 29 iunie 2021          | 24 august 2021    |
| Sferturile de finală      | 29 iunie 2021          | 25 august 2021    |
| Final4                    | 25 august 2021         | 28–29 august 2021 |

## Sistem
Conform regulamentului, competiția ar fi trebuit să se desfășoare cu un tur preliminar, cu șaisprezecimi de finală, optimi de finală, sferturi de finală și un turneu final de tip Final Four. Deoarece nu toate echipele invitate au fost interesate să participe la competiție, s-a decis renunțarea la turul preliminar și șaisprezecimile de finală, turneul desfășurându-se doar cu optimi, sferturi și Final4.
Spre deosebire de ediția 2020-2021 a campionatului național, la partidele din Cupa României a fost permis și accesul unui număr limitat de spectatori, cu respectarea anumitor condiții și măsuri impuse de lege.

## Bilete și acreditări mass-media
Biletele s-au pus în vânzare online, dar au putut fi cumpărate și de la casieriile sălilor de sport în zilele de competiție. Spectatorii au fost supuși unui control epidemiologic înainte de intrarea în sală.
Modalitatea de acreditare pentru mass-media a fost anunțată pe 3 august 2021.

## Partide

### Turul preliminar
Anulat

### Șaisprezecimile de finală
Anulate

### Optimile de finală
Tragerea la sorți pentru partidele optimilor de finală a avut loc pe 29 iunie 2021, la sediul FRH. Deoarece doar 15 echipe s-au înscris pentru a participa la competiție, iar numărul acestora a fost impar, s-a decis ca una dintre ele să se califice direct în sferturile de finală. Prin tragere la sorți, echipa CS Rapid București a avansat direct în sferturi.
Tot pe 29 iunie, FRH a anunțat și datele optimilor și sferturilor de finală: 24, respectiv 25 august 2021. Pe 3 august 2021 au fost anunțate sălile în care se vor desfășura optimile de finală: Sala Polivalentă și sala de sport a Liceului cu Program Sportiv din orașul Bistrița.
| 24 august 2021 10:10 | CS Minaur Baia Mare | 28 – 25 | CSM Slatina | Sala Polivalentă, Bistrița Arbitri: Agliceriu, Turdean |
| 24 august 2021 10:10 | Tănasie 7           | (14–13) | Chitacu 5   | Sala Polivalentă, Bistrița Arbitri: Agliceriu, Turdean |
| 24 august 2021 10:10 | 4× 2×               | Raport  | 3× 3×       | Sala Polivalentă, Bistrița Arbitri: Agliceriu, Turdean |

| 24 august 2021 12:50 | CS Măgura Cisnădie   | 30 – 31 (Prel.) | HC Dunărea Brăila | Sala Polivalentă, Bistrița Arbitri: Georgescu, Moldoveanu |
| 24 august 2021 12:50 | Dmitrović 10         | (12–13)         | Belo 7            | Sala Polivalentă, Bistrița Arbitri: Georgescu, Moldoveanu |
| 24 august 2021 12:50 | 7× 1×                | Raport          | 6× 2×             | Sala Polivalentă, Bistrița Arbitri: Georgescu, Moldoveanu |
| 24 august 2021 12:50 | FT: 25–25 Prel.: 5–6 |                 |                   | Sala Polivalentă, Bistrița Arbitri: Georgescu, Moldoveanu |

| 24 august 2021 12:50 | CS Dacia Mioveni 2012 | 24 – 30 | SCM Gloria Buzău | Sala LPS, Bistrița Arbitri: Nacu, Rucoi |
| 24 august 2021 12:50 | Lisewska 7            | (10–15) | Tiron 7          | Sala LPS, Bistrița Arbitri: Nacu, Rucoi |
| 24 august 2021 12:50 | 6× 3×                 | Raport  | 3× 2×            | Sala LPS, Bistrița Arbitri: Nacu, Rucoi |

| 24 august 2021 TVR 215:30 | SCM Râmnicu Vâlcea | 34 – 25 | SCM Craiova | Sala Polivalentă, Bistrița Arbitri: Costache, Vasile |
| 24 august 2021 TVR 215:30 | González 8         | (19–11) | Bak 7       | Sala Polivalentă, Bistrița Arbitri: Costache, Vasile |
| 24 august 2021 TVR 215:30 | 3× 2×              | Raport  | 5× 3×       | Sala Polivalentă, Bistrița Arbitri: Costache, Vasile |

| 24 august 2021 15:30 | HC Zalău | 30 – 22 | CSU Cluj-Napoca | Sala LPS, Bistrița Arbitri: Lungu, Paraschiv |
| 24 august 2021 15:30 | Vrabie 6 | (17–6)  | Moisin 6        | Sala LPS, Bistrița Arbitri: Lungu, Paraschiv |
| 24 august 2021 15:30 | 1× 1×    | Raport  | 5× 1×           | Sala LPS, Bistrița Arbitri: Lungu, Paraschiv |

| 24 august 2021 TVR 118:00 | CSM București | 29 – 21 | CS Gloria 2018 Bistrița-Năsăud | Sala Polivalentă, Bistrița Arbitri: Cazan, Suliman |
| 24 august 2021 TVR 118:00 | Neagu 9       | (14–9)  | Kovačević 7                    | Sala Polivalentă, Bistrița Arbitri: Cazan, Suliman |
| 24 august 2021 TVR 118:00 | 5× 2×         | Raport  | 2× 1×                          | Sala Polivalentă, Bistrița Arbitri: Cazan, Suliman |

| 24 august 2021 18:10 | CSM Deva | 18 – 25 | CSU Știința București | Sala LPS, Bistrița Arbitri: Gorina, Melencu |
| 24 august 2021 18:10 | Malac 7  | (9–13)  | Leuștean 6            | Sala LPS, Bistrița Arbitri: Gorina, Melencu |
| 24 august 2021 18:10 | 7× 1×    | Raport  | 6× 3× 1×              | Sala LPS, Bistrița Arbitri: Gorina, Melencu |

### Sferturile de finală
Programul partidelor sferturilor de finală a fost făcut public pe 29 iunie 2021. Sălile au fost anunțate pe 3 august 2021. Orele și ordinea de desfășurare a partidelor au fost făcute publice pe 24 august.
| 25 august 2021 TVR 1, tv.frh.ro10:00 | CS Rapid București | 28 – 23 | CS Minaur Baia Mare | Sala Polivalentă, Bistrița Arbitri: Pârvu, Potîrniche |
| 25 august 2021 TVR 1, tv.frh.ro10:00 | Fernández 6        | (12–10) | Laslo 5             | Sala Polivalentă, Bistrița Arbitri: Pârvu, Potîrniche |
| 25 august 2021 TVR 1, tv.frh.ro10:00 | 3× 2×              | Raport  | 4× 2× 1×            | Sala Polivalentă, Bistrița Arbitri: Pârvu, Potîrniche |

| 25 august 2021 tv.frh.ro13:00 | SCM Gloria Buzău | 34 – 33 | SCM Râmnicu Vâlcea | Sala Polivalentă, Bistrița Arbitri: Ciulei, Stănescu |
| 25 august 2021 tv.frh.ro13:00 | Tiron 9          | (14–12) | Glibko 12          | Sala Polivalentă, Bistrița Arbitri: Ciulei, Stănescu |
| 25 august 2021 tv.frh.ro13:00 | 5× 2×            | Raport  | 1× 1×              | Sala Polivalentă, Bistrița Arbitri: Ciulei, Stănescu |

| 25 august 2021 TVR 2, tv.frh.ro16:00 | CSM București | 27 – 24 | HC Dunărea Brăila | Sala Polivalentă, Bistrița Arbitri: Ifrim, Ilisei |
| 25 august 2021 TVR 2, tv.frh.ro16:00 | Neagu 6       | (17–11) | Quintino 5        | Sala Polivalentă, Bistrița Arbitri: Ifrim, Ilisei |
| 25 august 2021 TVR 2, tv.frh.ro16:00 | 6× 2×         | Raport  | 1× 1×             | Sala Polivalentă, Bistrița Arbitri: Ifrim, Ilisei |

| 25 august 2021 tv.frh.ro18:30 | CSU Știința București | 22 – 29 | HC Zalău      | Sala Polivalentă, Bistrița Arbitri: Constantin, Gál |
| 25 august 2021 tv.frh.ro18:30 | Boljević 6            | (12–16) | Bujor, Tóth 6 | Sala Polivalentă, Bistrița Arbitri: Constantin, Gál |
| 25 august 2021 tv.frh.ro18:30 | 6× 1×                 | Raport  | 6× 2×         | Sala Polivalentă, Bistrița Arbitri: Constantin, Gál |

### Final4
Conform regulamentului de desfășurare a competiției, orașul gazdă al formatului final cu 4 echipe ar fi trebuit stabilit prin tragere la sorți între cele patru echipe calificate în această fază. Tot conform regulamentului, echipele interesate de organizarea Final Four aveau posibilitatea de „a prezenta o scrisoare de intenție până la data tragerilor la sorți pentru alocarea drepturilor de organizare a fazei finale a Cupei României”. Totuși, pe 3 august 2021, FRH a anunțat că formatul Final4 se va desfășura în Sala Polivalentă „Danubius” din Brăila.
Tragerea la sorți pentru distribuția în semifinale a avut loc pe 25 august 2021, la Bistrița. Tot atunci au fost anunțate și orele de desfășurare a partidelor.

#### Semifinalele
| 28 august 2021 TVR 2, tv.frh.ro11:00 | HC Zalău     | 25 – 28 | SCM Gloria Buzău | Sala Polivalentă „Danubius”, Brăila Arbitri: Harabagiu, Ghiorghișor |
| 28 august 2021 TVR 2, tv.frh.ro11:00 | Dindiligan 9 | (14–11) | Czeczi 8         | Sala Polivalentă „Danubius”, Brăila Arbitri: Harabagiu, Ghiorghișor |
| 28 august 2021 TVR 2, tv.frh.ro11:00 | 2× 2×        | Raport  | 5× 3× 1×         | Sala Polivalentă „Danubius”, Brăila Arbitri: Harabagiu, Ghiorghișor |

| 28 august 2021 TVR 1, tv.frh.ro15:30 | CS Rapid București | 21 – 25 | CSM București | Sala Polivalentă „Danubius”, Brăila Arbitri: Manafu, Pavel |
| 28 august 2021 TVR 1, tv.frh.ro15:30 | Tîrcă 4            | (12–11) | Neagu 10      | Sala Polivalentă „Danubius”, Brăila Arbitri: Manafu, Pavel |
| 28 august 2021 TVR 1, tv.frh.ro15:30 | 2×                 | Raport  | 4× 2×         | Sala Polivalentă „Danubius”, Brăila Arbitri: Manafu, Pavel |

#### Finala mică
Finala mică a fost câștigată de HC Zalău, care a condus aproape în permanență. Arbitrii au penalizat în câteva rânduri băncile tehnice ale celor două echipe, antrenorul Gheorghe Tadici primind și cartonașul roșu pentru pătrundere pe terenul de joc.
În condiții de umezeală cauzată de căldura din sală, Marta López a alunecat și s-a accidentat grav.
| 29 august 2021 TVR 2, tv.frh.ro11:00 | HC Zalău      | 26 – 24 | CS Rapid București | Sala Polivalentă „Danubius”, Brăila Arbitri: Ghiță, Topliceanu |
| 29 august 2021 TVR 2, tv.frh.ro11:00 | Dindiligan 10 | (15–14) | Fernández 5        | Sala Polivalentă „Danubius”, Brăila Arbitri: Ghiță, Topliceanu |
| 29 august 2021 TVR 2, tv.frh.ro11:00 | 5× 3× 2× 1×   | Raport  | 6× 4×              | Sala Polivalentă „Danubius”, Brăila Arbitri: Ghiță, Topliceanu |

#### Finala
Finala a fost câștigată de SCM Gloria Buzău, care a condus aproape în permanență. În urma acestei victorii, SCM Gloria Buzău a câștigat automat și Supercupa României, competiție care nu s-a mai desfășurat.
| 29 august 2021 TVR 1, tv.frh.ro15:30 | SCM Gloria Buzău | 35 – 29 | CSM București | Sala Polivalentă „Danubius”, Brăila Arbitri: Stark, Ștefan |
| 29 august 2021 TVR 1, tv.frh.ro15:30 | Zamfirescu 8     | (17–15) | Broch 8       | Sala Polivalentă „Danubius”, Brăila Arbitri: Stark, Ștefan |
| 29 august 2021 TVR 1, tv.frh.ro15:30 | 3× 2×            | Raport  | 1× 3×         | Sala Polivalentă „Danubius”, Brăila Arbitri: Stark, Ștefan |

## Etapele competiției
| Optimile de finală | Optimile de finală | Optimile de finală |  |  | Sferturile de finală | Sferturile de finală | Sferturile de finală |  |  | Semifinalele | Semifinalele     | Semifinalele |  |              | Finala       | Finala           | Finala |
|                    |                    |                    |  |  |                      |                      |                      |  |  |              |                  |              |  |              |              |                  |        |
| J7                 | CSM Deva           | 18                 |  |  |                      |                      |                      |  |  |              |                  |              |  |              |              |                  |        |
| J7                 | Știința București  | 25                 |  |  | J7                   | Știința București    | 22                   |  |  |              |                  |              |  |              |              |                  |        |
| J5                 | HC Zalău           | 30                 |  |  | J5                   | HC Zalău             | 29                   |  |  |              |                  |              |  |              |              |                  |        |
| J5                 | CSU Cluj-Napoca    | 22                 |  |  |                      |                      |                      |  |  | J5           | HC Zalău         | 25           |  |              |              |                  |        |
| J3                 | Dacia Mioveni 2012 | 24                 |  |  |                      |                      |                      |  |  | J3           | SCM Gloria Buzău | 28           |  |              |              |                  |        |
| J3                 | SCM Gloria Buzău   | 30                 |  |  | J3                   | SCM Gloria Buzău     | 34                   |  |  |              |                  |              |  |              |              |                  |        |
| J4                 | SCM Rm. Vâlcea     | 34                 |  |  | J4                   | SCM Rm. Vâlcea       | 33                   |  |  |              |                  |              |  |              |              |                  |        |
| J4                 | SCM Craiova        | 25                 |  |  |                      |                      |                      |  |  |              |                  |              |  |              | J3           | SCM Gloria Buzău | 35     |
|                    |                    |                    |  |  |                      |                      |                      |  |  |              |                  |              |  |              | J6           | CSM București    | 29     |
|                    |                    |                    |  |  |                      | Rapid București1)    | 28                   |  |  |              |                  |              |  |              |              |                  |        |
| J1                 | Minaur Baia Mare   | 28                 |  |  | J1                   | Minaur Baia Mare     | 23                   |  |  |              |                  |              |  |              |              |                  |        |
| J1                 | CSM Slatina        | 25                 |  |  |                      |                      |                      |  |  |              | Rapid București  | 21           |  |              |              |                  |        |
| J6                 | CSM București      | 29                 |  |  |                      |                      |                      |  |  | J6           | CSM București    | 25           |  |              |              |                  |        |
| J6                 | CS Gloria 2018     | 21                 |  |  | J6                   | CSM București        | 27                   |  |  |              |                  |              |  | Locurile 3-4 | Locurile 3-4 | Locurile 3-4     |        |
| J2                 | CS Măgura Cisnădie | 30                 |  |  | J2                   | HC Dunărea Brăila    | 24                   |  |  |              |                  |              |  |              | J5           | HC Zalău         | 26     |
| J2                 | HC Dunărea Brăila  | 31                 |  |  |                      |                      |                      |  |  |              |                  |              |  |              |              | Rapid București  | 24     |

#### Legendă
J1-8 = joc 1-8;

#### Notă
1) Calificată direct în sferturile de finală.

## Clasament și statistici

### Clasamentul final
| Loc | Echipă             |
| --- | ------------------ |
|     | SCM Gloria Buzău   |
|     | CSM București      |
|     | HC Zalău           |
| 4   | CS Rapid București |

### Clasamentul marcatoarelor
Actualizat pe 29 august 2021
| Poz. | Nume                       | Echipă             | Meciuri | Goluri |
| ---- | -------------------------- | ------------------ | ------- | ------ |
| 1    | Cristina Neagu (ROU)       | CSM București      | 4       | 31     |
| 2    | Alexandra Dindiligan (ROU) | HC Zalău           | 4       | 22     |
| 3    | Alina Czeczi (ROU)         | SCM Gloria Buzău   | 4       | 21     |
| 4    | Carmen Martín (SPA)        | CSM București      | 4       | 20     |
| 5    | Bianca Harabagiu (ROU)     | SCM Gloria Buzău   | 3       | 19     |
| 6    | Krisztina Tóth (HUN)       | HC Zalău           | 4       | 18     |
| 7    | Irina Glibko (UKR)         | SCM Râmnicu Vâlcea | 2       | 17     |
| 7    | Alina Ilie (ROU)           | SCM Gloria Buzău   | 4       | 17     |
| 7    | Mădălina Zamfirescu (ROU)  | SCM Gloria Buzău   | 4       | 17     |
| 10   | Yvette Broch (NED)         | CSM București      | 4       | 14     |
| 10   | Teodora Popescu (ROU)      | HC Zalău           | 4       | 14     |